# Павлув (Опольське воєводство)
Павлув (пол. Pawłów, нім. Paulau) — село в Польщі, у гміні Скарбімеж Бжезького повіту Опольського воєводства.
Населення — 458 осіб (2011).
У 1975-1998 роках село належало до Опольського воєводства.

## Демографія
Демографічна структура станом на 31 березня 2011 року:
|          | Загалом | Допрацездатний вік | Працездатний вік | Постпрацездатний вік |
| -------- | ------- | ------------------ | ---------------- | -------------------- |
| Чоловіки | 234     | 41                 | 162              | 31                   |
| Жінки    | 224     | 35                 | 129              | 60                   |
| Разом    | 458     | 76                 | 291              | 91                   |